# 姚桐斌故居
31°42′24″N 120°28′57″E / 31.70655°N 120.48245°E
姚桐斌故居，位于中华人民共和国江苏省无锡市锡山区东湖塘北部的黄土塘老街，是著名科学家姚桐斌的故居、江苏省文物保护单位。

## 特点
姚桐斌是中国航天材料专家和学科奠基人。1999年9月，中共中央、国务院、中央军委为其追授两弹一星功勋奖章。姚桐斌故居建于1947年，为三间二层砖木结构楼房。迟浩田将军题写“姚桐斌故居”匾额。

## 保护
2002年，江苏省人民政府公布其为江苏省文物保护单位。2002年10月，故居动工修葺，2005年9月再次对外开放。

## 图库

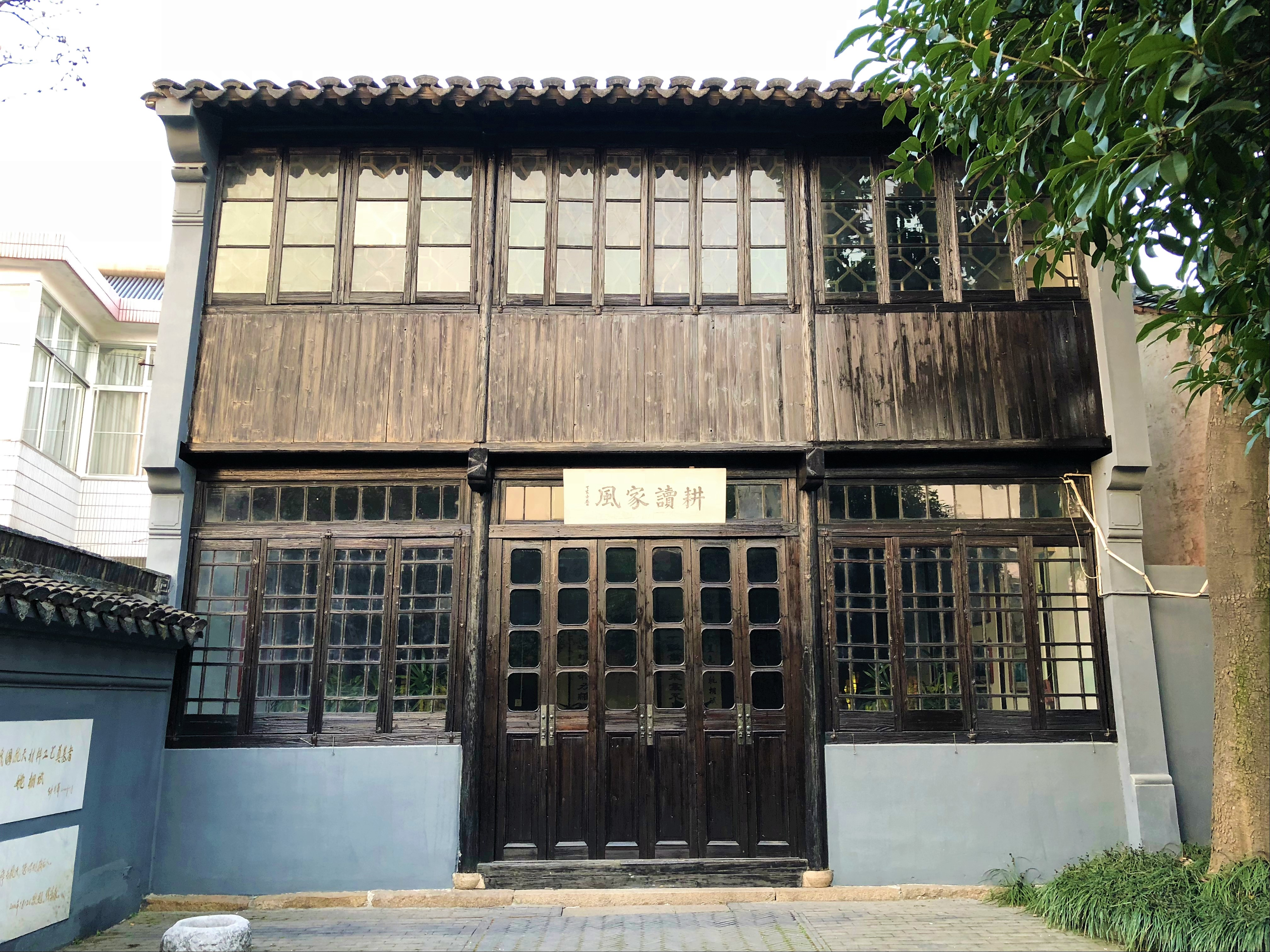
姚桐斌故居
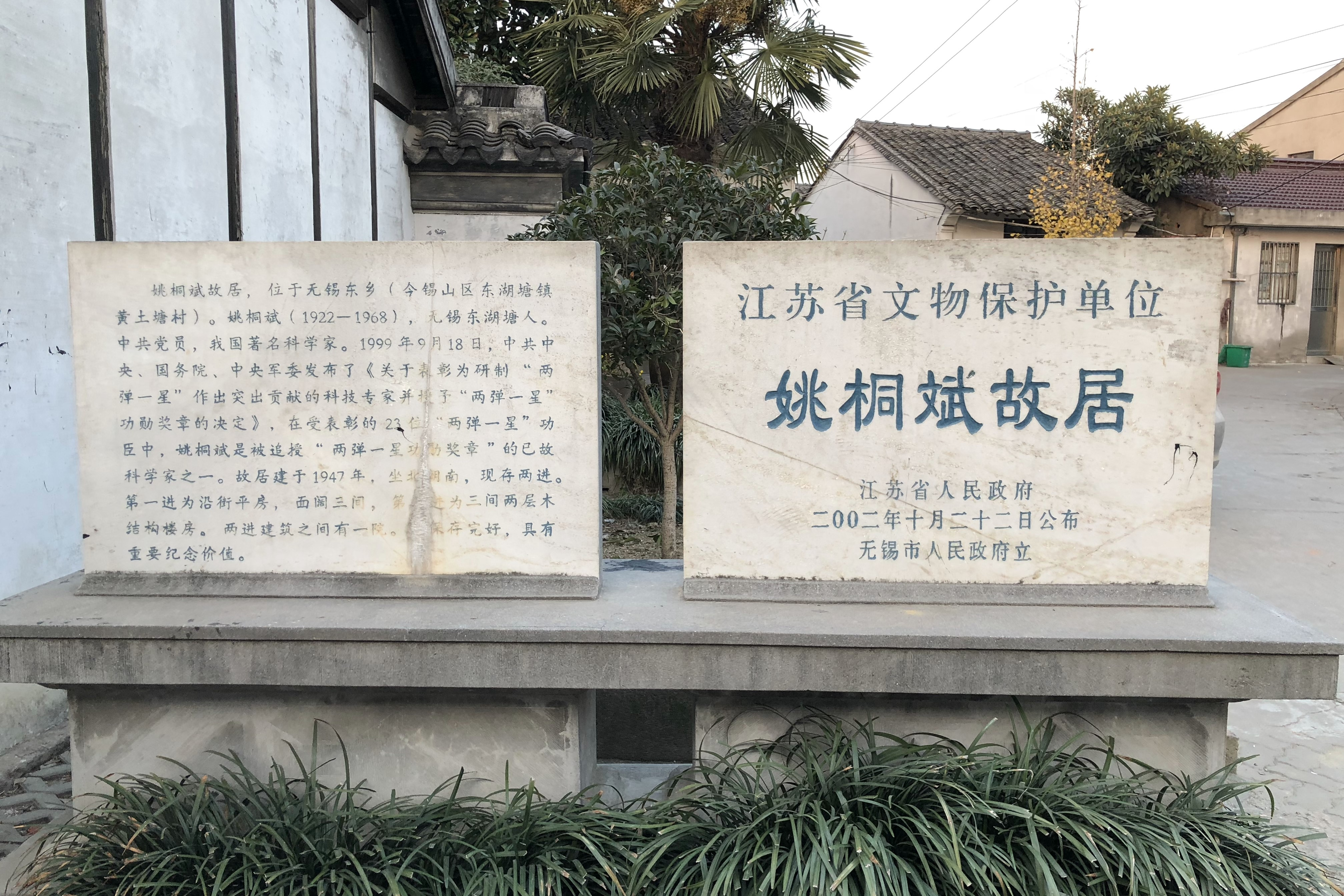
姚桐斌故居文保牌
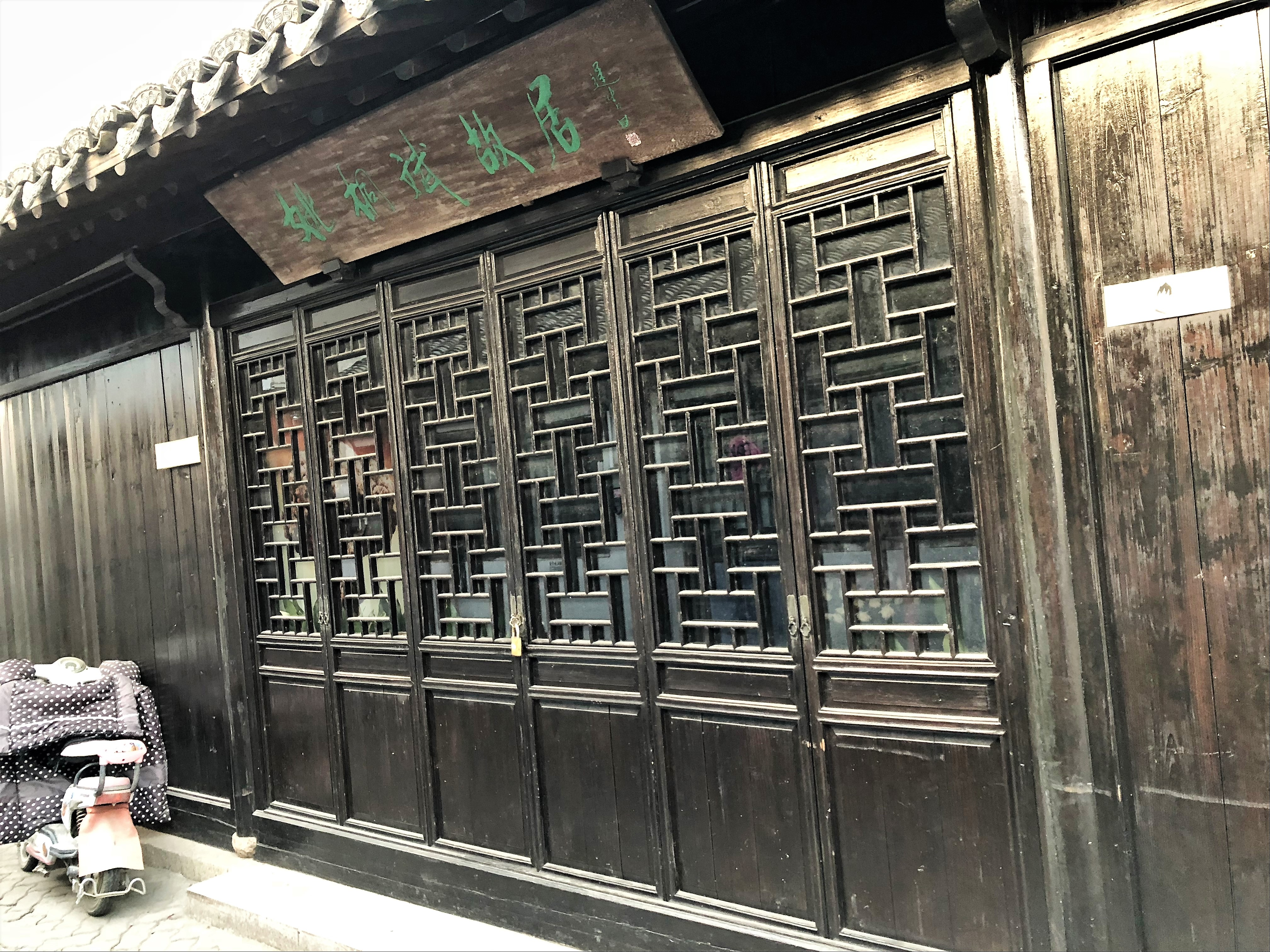
姚桐斌故居
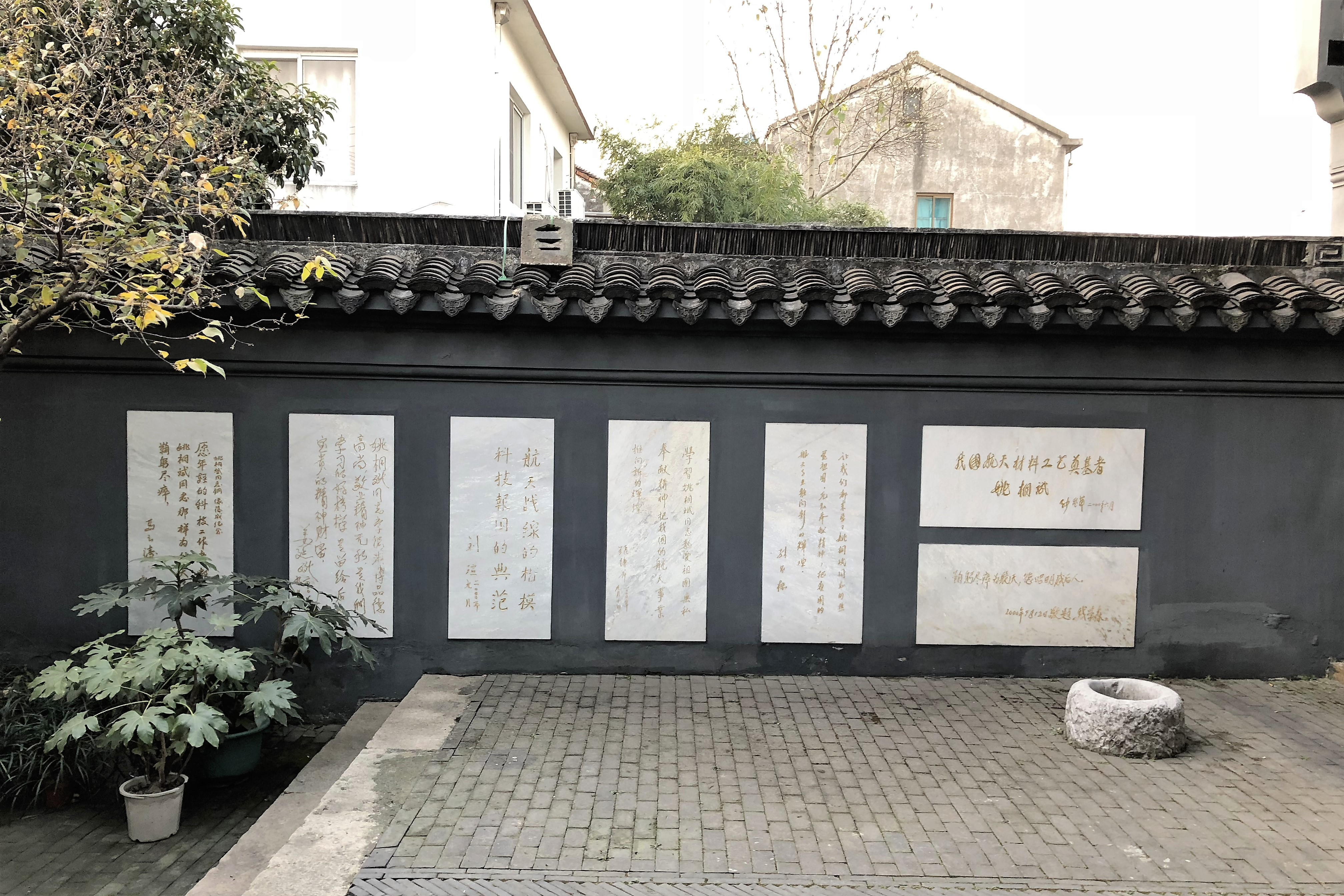
姚桐斌故居题词
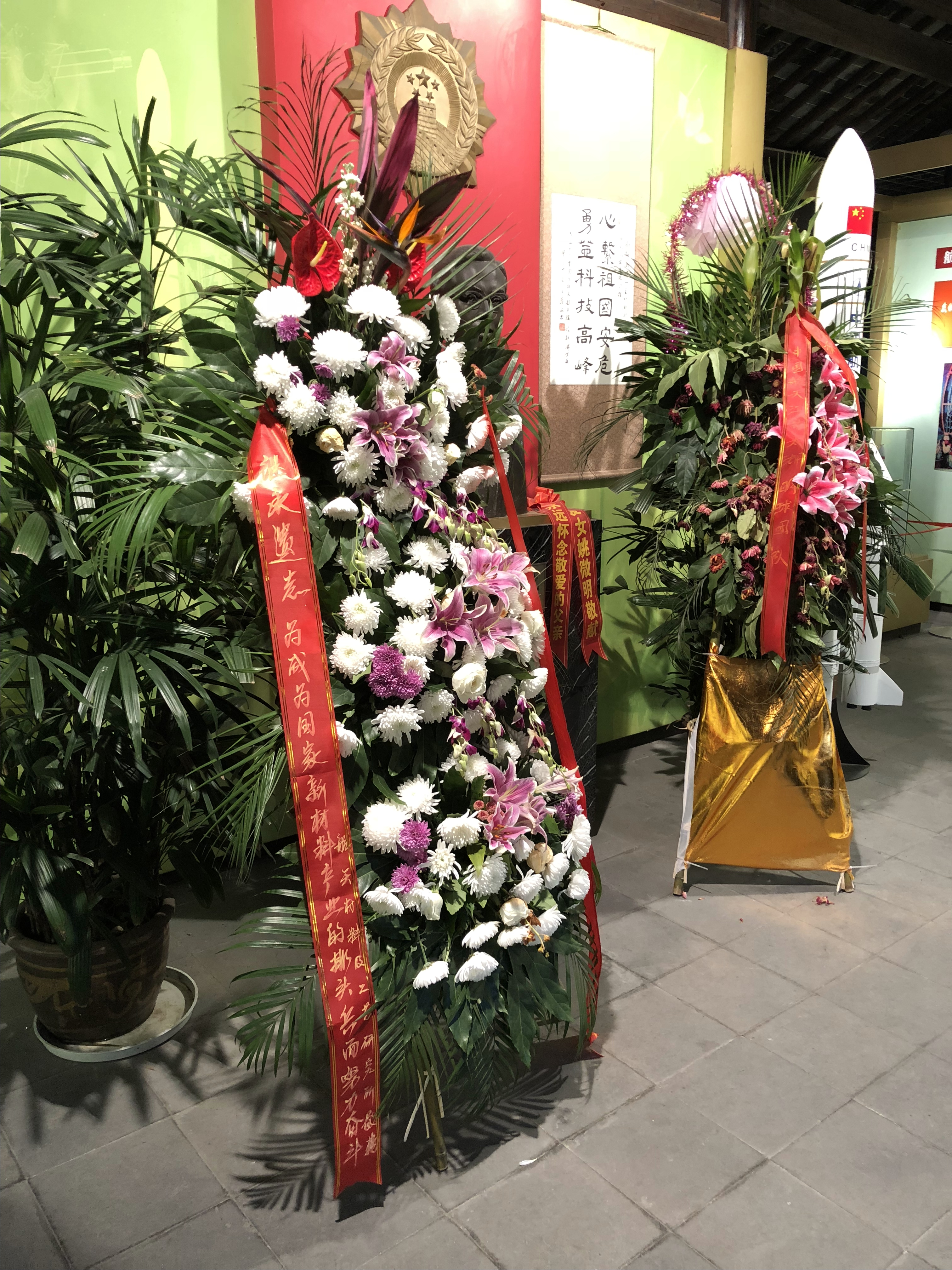
姚桐斌故居内景
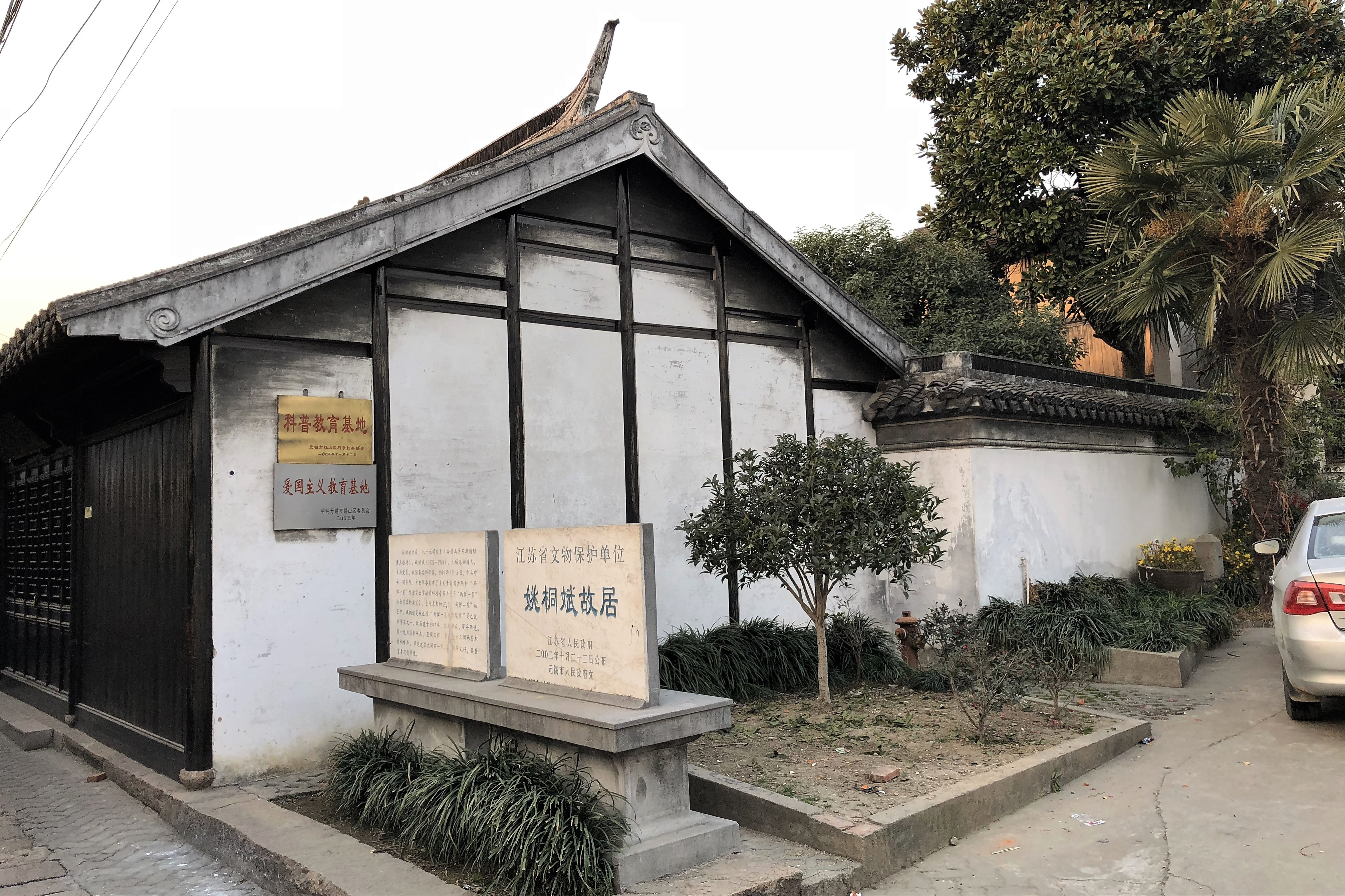
姚桐斌故居侧面
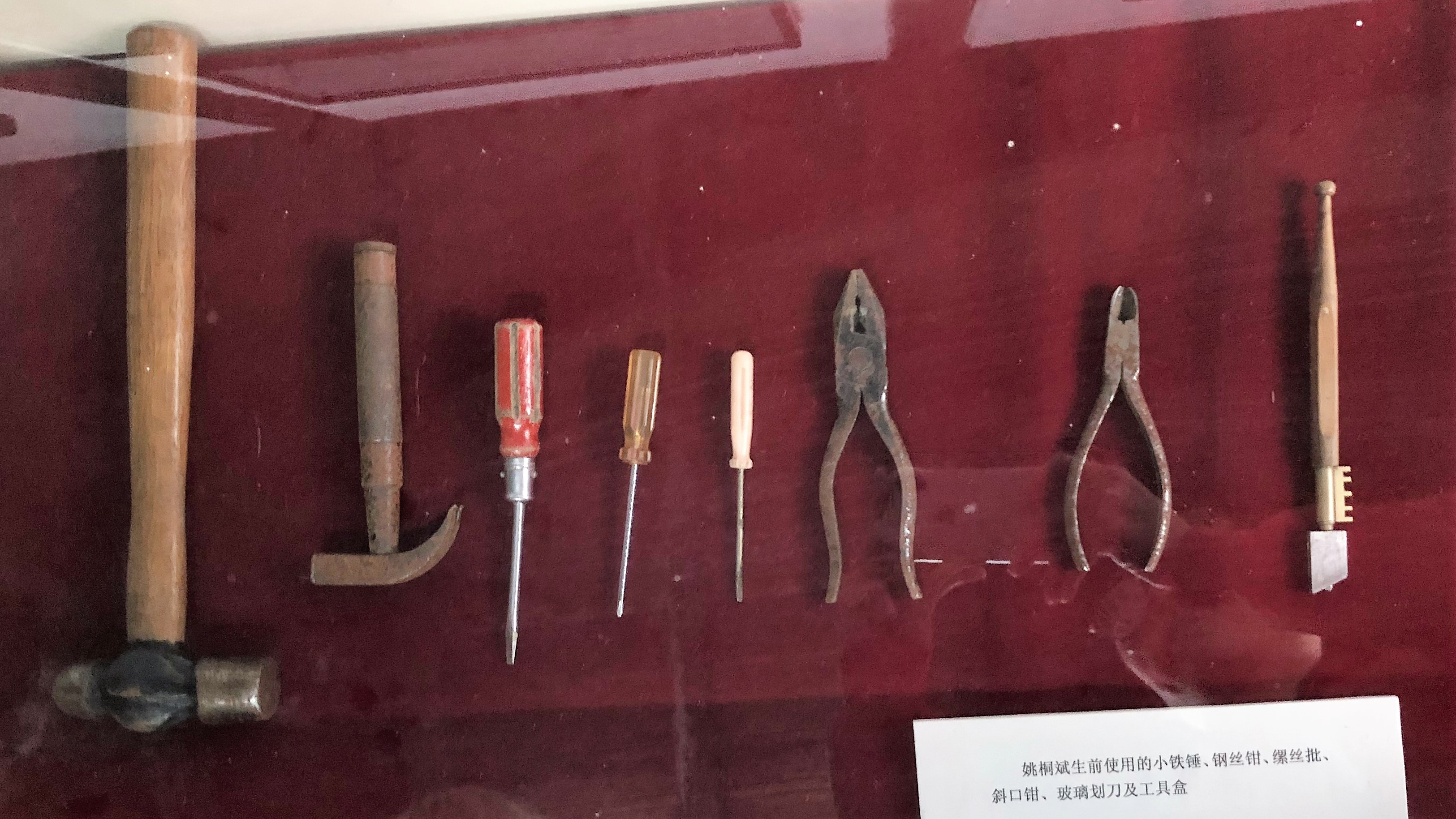
姚桐斌工具
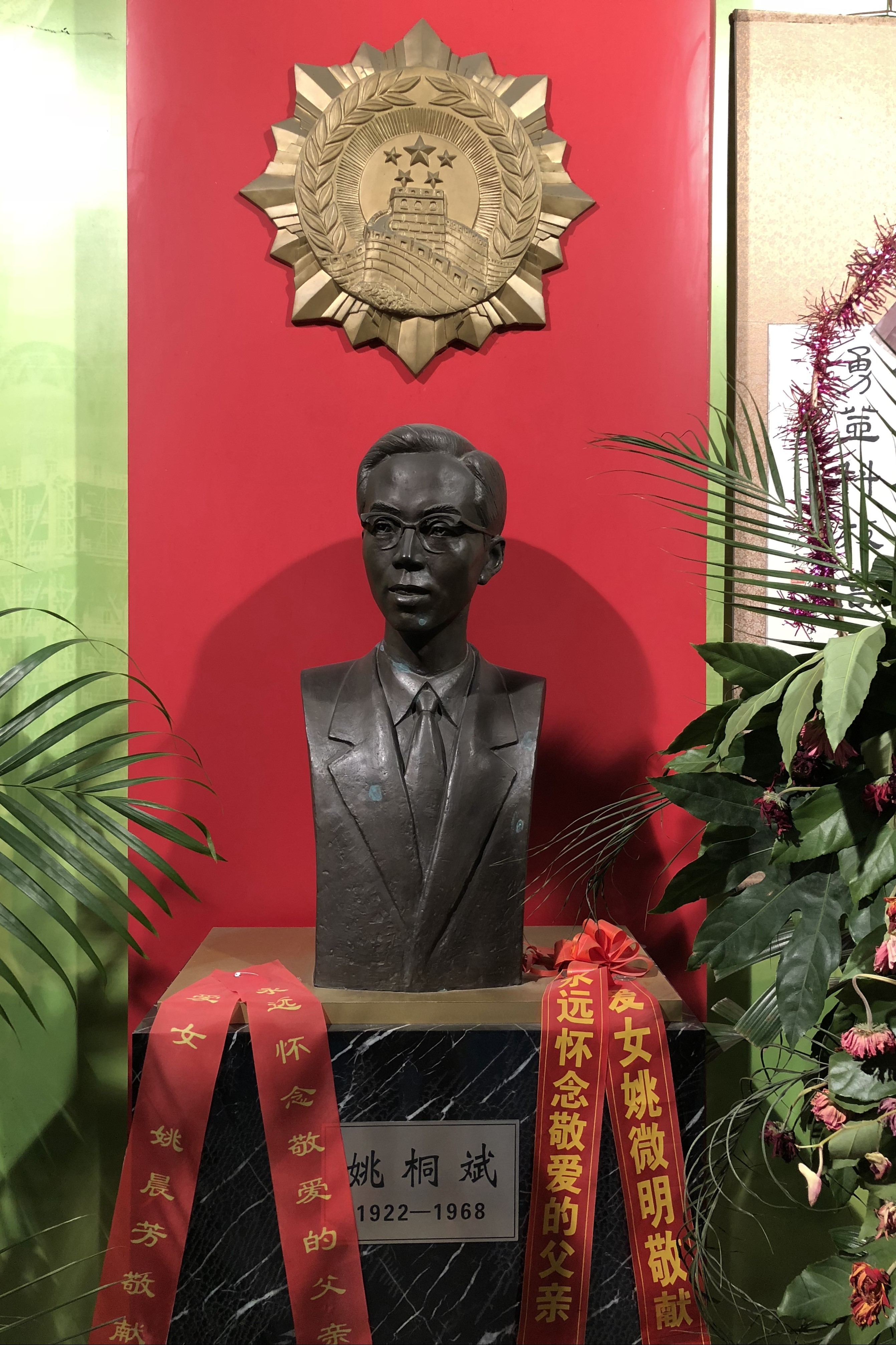
姚桐斌铜像
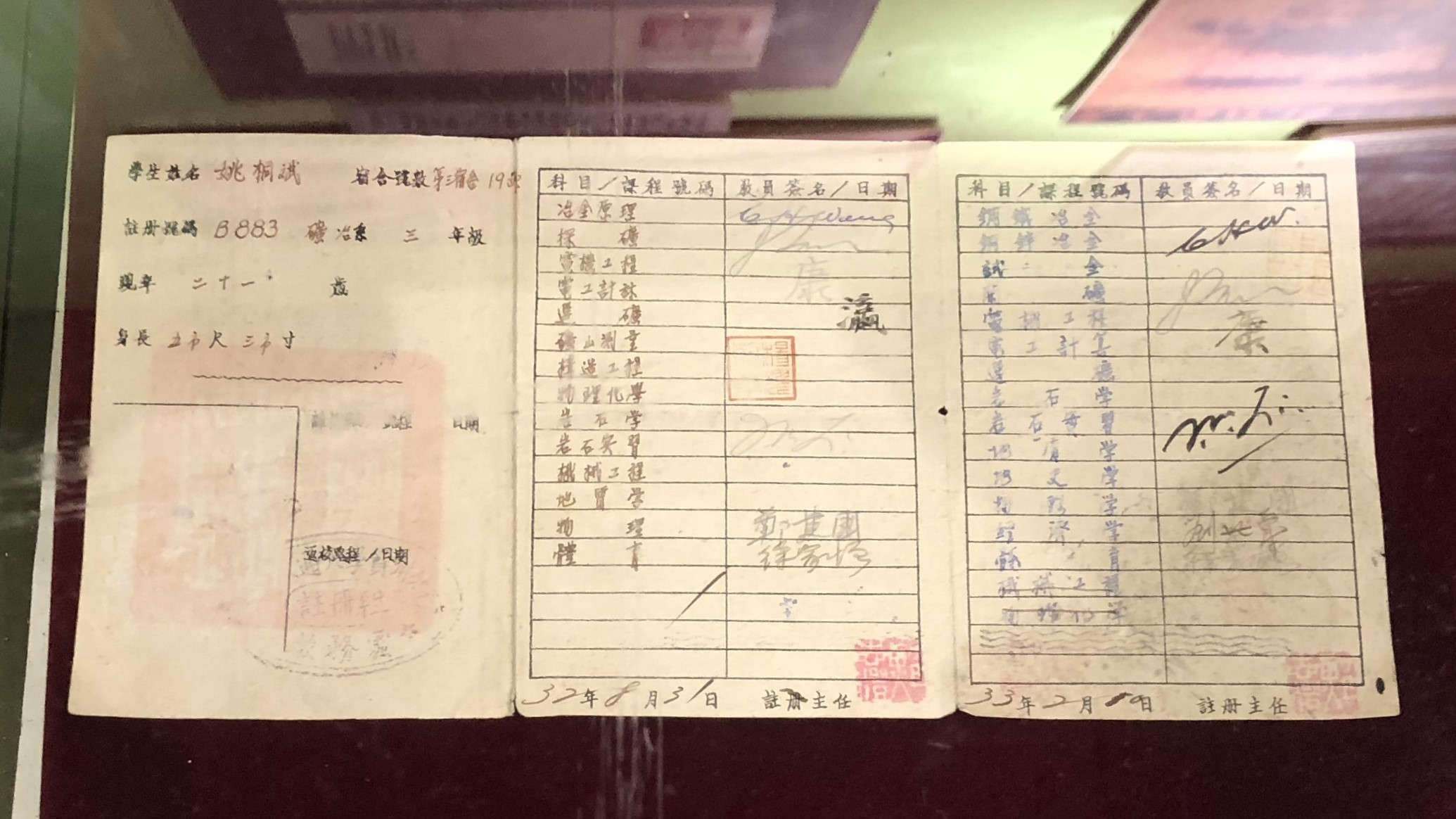
姚桐斌交大毕业证
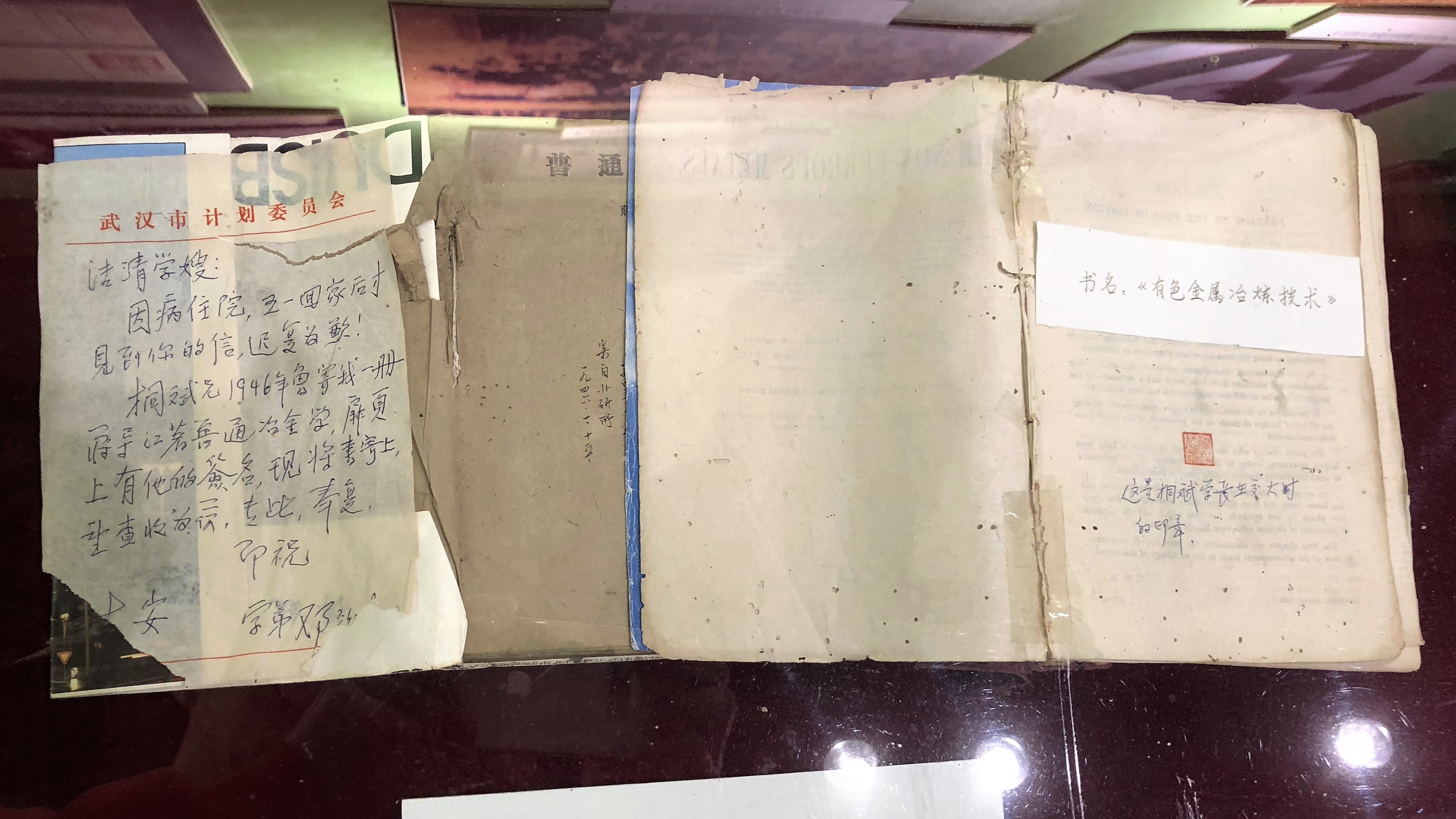
姚桐斌课本
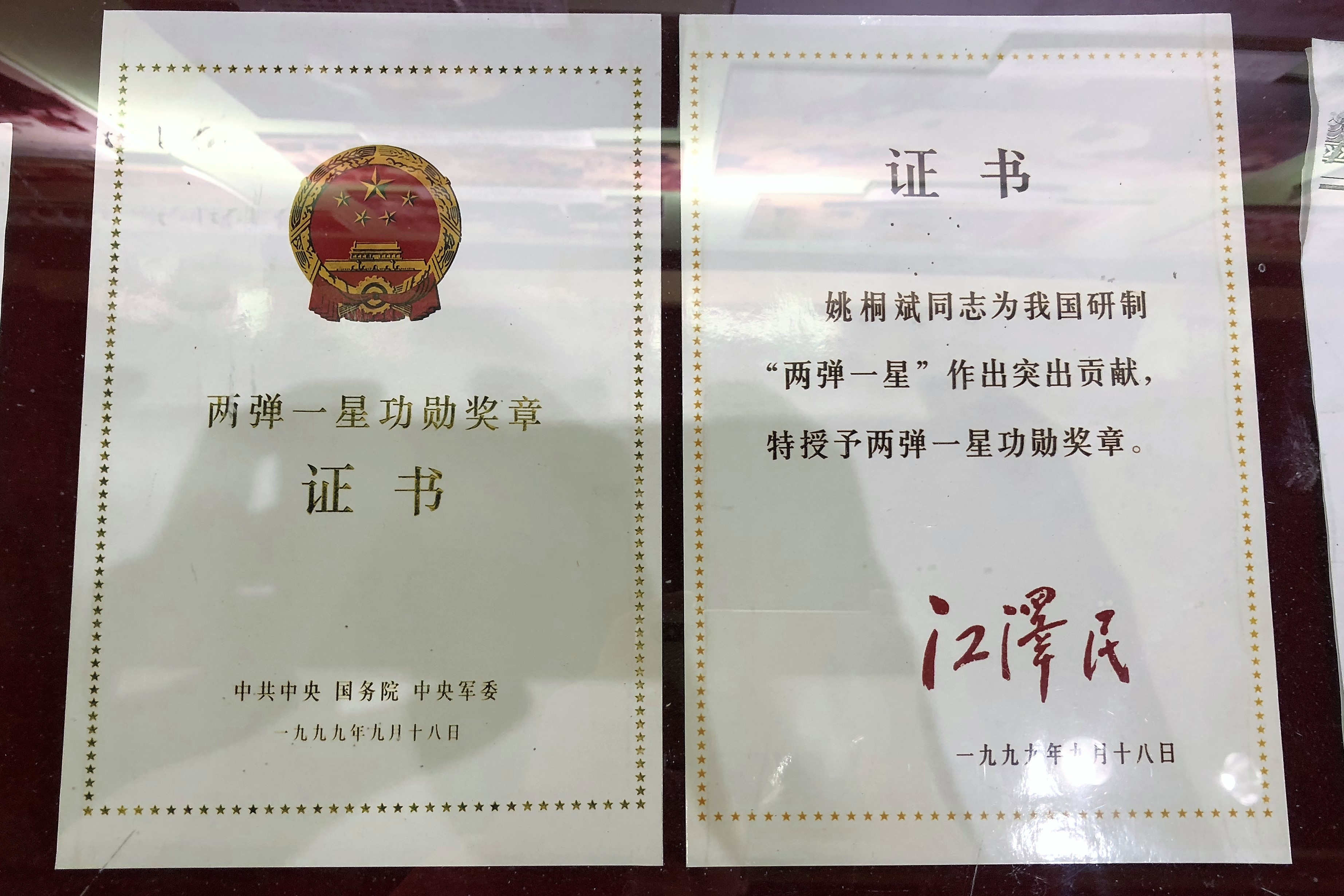
江泽民颁布的姚桐斌两弹一星功勋证书
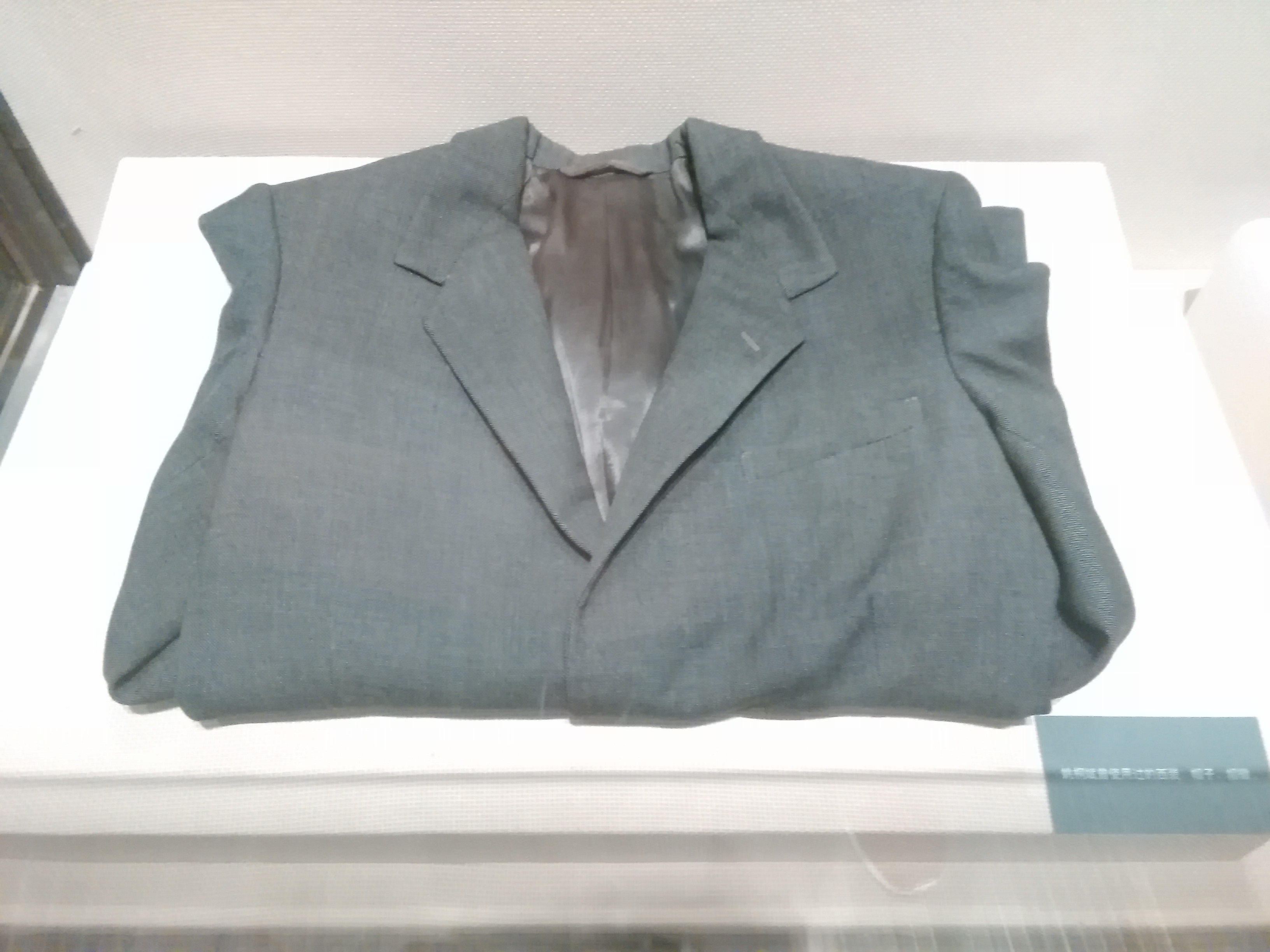
姚桐斌用的西装